# Adoretus flaveolus
Adoretus flaveolus är en skalbaggsart som beskrevs av Fahraeus 1857. Adoretus flaveolus ingår i släktet Adoretus och familjen Rutelidae. Inga underarter finns listade i Catalogue of Life.